# Gudadhanamsagar, Kushtagi
Gudadhanamsagar là một làng thuộc tehsil Kushtagi, huyện Koppal, bang Karnataka, Ấn Độ.